# یالنیز (مرزیفون)
یالنیز (به ترکی استانبولی: Yalnız) یک منطقهٔ مسکونی در ترکیه است که در مرزیفون واقع شده‌است.